# 約翰·馬林
約翰·馬林（John Marin；1870年12月23日—1953年10月2日）是一位早期的美國現代藝術畫家。以水彩畫為主。
馬林出生於紐澤西州盧瑟福鎮（Rutherford）。父親為會計師，母親在產下他之後九天因病過世。童年時由祖父母帶大。
馬林在七歲左右就開始喜歡速寫，僅管在紐澤西學校裡並沒有學習美術，但藉著其對繪畫的熱情，馬林的青少年時期創作了蠻多當時不太普遍的透明水彩作品，所畫得都不是具象的人物，偏向於印象派與抽象派之間的風格。主題多為與自然相關的風景畫或寫生。
1893年，馬林23歲時，曾期許自己成為一位建築師。28歲時才決心走上專業畫家之路。他曾在宾夕法尼亚美术學院和紐約藝術學生聯盟短暫的習畫過，在35歲時，作品日臻成熟，以小型的水彩寫意作品受到觀者喜愛。此後多次遊歷法國和歐洲。1910年他的作品在291藝廊展出，直到1946年，都在該藝廊陸續舉辦過個展。
1914年馬林開始了他後期最主要的繪畫主題，也就是美國緬因州的風景（圖片），他的手法也略帶有一些立體派的風格。而且依然以水彩畫為主。1947年，291藝廊出版了三本馬林的畫冊，1949年，他的作品回顧展在舊金山De Young Museum展出，1950年，耶魯大學和緬因州大學都頒給他榮譽藝術博士。他的作品被大都會博物館、費城博物館、國家藝廊和芝加哥藝術學院收藏。1953年，馬林過世。

## 外部連結
- 自畫像
- 生平
- John Marin Biography and Images: Hollis Taggart Galleries